# 明星工業
明星工業株式会社(めいせいこうぎょう)は、大阪市に本社をおく建設工事会社。

## 沿革
- 1944年 - 4月 明星工業所創業。
- 1947年 - 7月 明星工業株式会社を設立。保温・保冷工事請負業を開始する。
- 1971年 - 10月 大阪証券取引所市場第2部に上場。
- 1972年 - 3月  大阪市に明星不動産株式会社を設立し、不動産の賃貸・売買・仲介事業を開始する。(2007年1月明星工業株式会社に事業譲渡 )
- 1972年 - 11月 名古屋証券取引所市場第2部に上場。
- 1979年 - 2月  静岡県引佐郡に三菱化成工業株式会社(現 三菱化学株式会社)との共同出資で日本ケイカル株式会社を設立し、同年7月に超軽量けい酸カルシウム保温材の生産を開始する。
- 1984年 - 9月  大阪証券取引所、名古屋証券取引所 市場第1部に上場。
- 1987年 - 4月  大阪市に明星建工株式会社を設立し、建材分野(クリーンルーム)を分離独立し、事業を開始する。
- 1987年 - 10月 吉嶺汽缶工業株式会社(現 株式会社よしみね)を買収し、ボイラー分野の事業に進出する。
- 1990年 - 4月  シンガポールに Meisei International Pte.Ltd. を設立し、熱絶縁工事業を開始する。
- 2000年 - 6月  ナイジェリアに Meisei Nigeria Ltd. を設立し、熱絶縁工事業を開始する。
- 2003年 - 9月  名古屋証券取引所　上場廃止。
- 2006年 - 6月  インドネシアに PT. Meisei Indonesia を設立し、熱絶縁工事業を開始する。
- 2008年 - 6月  タイ国にMeisei International Co.,Ltd.を設立し、熱絶縁工事業を開始する。
- 2009年 - 4月  株式会社エムエステックを設立し、冷凍・冷蔵・低温設備分野の事業を開始する。
- 2009年 - 11月 サウジアラビアに Meisei Saudi Co.,Ltd. を設立し、熱絶縁工事業を開始する。
- 2011年 - 6月  マレーシアに SMI Global Sdn. Bhd. を設立し、熱絶縁工事業を開始する。
- 2013年 - 7月  東京証券取引所 市場第1部に上場。

## 関連会社

### インドネシア
- PT. Meisei Indonesia

### シンガポール
- Meisei International Pte. Ltd.

### タイ
- Meisei International Co., Ltd.

### ナイジェリア
- Meisei Nigeria Ltd.

### 日本
- 株式会社よしみね
- 明星建工株式会社
- 日本ケイカル株式会社
- 株式会社エムエステック
- メイセイ工事株式会社
- 株式会社メイセイクリエート
- 明星松山工事株式会社

### マレーシア
- SMI Global Sdn. Bhd.